# Nactus papua
Nactus papua — вид геконоподібних ящірок родини геконових (Gekkonidae). Ендемік Папуа Нової Гвінеї. Описаний у 2020 році.

## Поширення і екологія
Nactus papua мешкають на південному сході Нової Гвінеї, від Кереми на захід до річки Кікорі